# Distretto di Binjiang
Il distretto di Binjiang (滨江区S, BinjiangP) è un distretto della Cina, situato nella provincia dello Zhejiang.